# Danil Miroșenski
Danil Miroșenski (în rusă Данил Мирошенский; n. 18 mai 1953, Comrat, RSS Moldovenească, URSS) este un antrenor de caiac-canoe, poet și cântăreț sovietic moldovean și israelian.

## Biografie
S-a născut în orașul Comrat din RSS Moldovenească (actualmente Găgăuzia, R. Moldova). După ce a servit în armată timp de patru ani, a lucrat ca tehnician în construcții, instalator și maistru la șantierele civile și industriale din Moldova. A absolvit Facultatea de Educație Fizică a Institutului Pedagogic de Stat din Chișinău, după care a lucrat ca antrenor principal al Școlii Republicane Sportive a rezervei olimpice de canotaj pe lacul Comsomolist din Chișinău. În 1990 a emigrat în Israel.
În Israel lucrat ca antrenor pe lacul Kinneret (Marea Galileei), din 1995 a antrenat campionul mondial și european, medaliatul olimpic Mihail Kolganov; printre elevii săi, s-a numărat de asemenea, câștigătoarea Campionatului Mondial din 2002, Larisa Kosorukova. A fost antrenorul echipei naționale israeliene și membru al delegației israeliene la Jocurile Olimpice de la Sydney (2000) și Atena (2004).
În cariera literară a debutat în timpul serviciului militar în 1972 cu poezia „Scrie mai des” (Пиши чаще) în ziarul „Apărătorul Patriei” (Защитник Родины). Poeziile sale au fost publicate de asemenea în ziarele „Tineretul Moldovei” (Молодёжь Молдавии), „Țara noastră” (Наша страна), revistele „Codri” (Кодры), „Orizont” (Горизонт), „Columna” (Колумна), „Galileea” (Галилея), în almanahurile „Creanga Ierusalimului” (Ветка Иерусалима, Chișinău), „Trandafirul Vânturilor” (Роза ветров), „Planor cu deltă” (Дельтаплан), „Sud” (Юг), „Valurile Kineretului” (Волны Киннерета), „Adio, Moldova! Poezii ale doisprezece poeți” (Прощай, Молдавия! Стихи двенадцати поэтов, Moscova, 2010). A fost autor al colecțiilor de poezie „Ridică ancorele” (Поднять якоря, 1992), „Introducere în mister” (Приобщение к таинству. 2003) și „Maluri” (Берега, 2015).